# Bagrichthys majusculus
Bagrichthys majusculus es una especie de pez de la familia Bagridae en el orden de los Siluriformes.

## Hábitat
Es un pez de agua dulce y de clima tropical.

## Distribución geográfica
Se encuentra en Tailandia.